# Xavi Rossinyol Martínez
Xavi Rossinyol Martínez   (Berga, 9 de gener de 1981) és un periodista català. Va ser codirector del programa Planta baixa, de TV3, amb Ricard Ustrell, des del 2019 al 2022.

## Trajectòria
Llicenciat en Periodisme per la Universitat Autònoma de Barcelona, va començar la trajectòria professional en mitjans locals, com Ràdio Berga, Canal 4 Berguedà TV i el diari Regió7. Del 2000 al 2007, va ser corresponsal al Berguedà del diari Avui. Del 2002 al 2005, va treballar com a redactor d'informatius de RAC 1. Més tard, va fer de reporter del programa L'estiu en directe de TV3.
El 2007, es va incorporar a Catalunya Ràdio, on va treballar de redactor d'Informatius a les seccions d'Economia i Internacional, i va fer de locutor per a l'emissora Catalunya Informació.
L'any 2010, va entrar a formar part de l'equip de Tatiana Sisquella, primer com a coordinador del programa El suplement i, des del setembre del 2011, com a subdirector de La tribu de Catalunya Ràdio. El 7 d'octubre del 2013, va passar a presentar el programa per la baixa per malaltia de la directora. Després de la mort de Sisquella, va ser ratificat com a director.
Des del 2016, va ser subdirector d'Els matins, periodista del Telenotícies especialitzats en migracions i, des del setembre del 2019 fins al juliol del 2022, codirector del programa Planta baixa.